# Suối Nước Long
Suối Nước Long là một con suối đổ ra Sông Re. Suối Nước Long chảy qua các tỉnh Kon Tum, Quảng Ngãi, Việt Nam .
Suối có chiều dài 15 km và diện tích lưu vực là 100 km² .
Tại thôn Ca Rên xã Ba Ngạc huyện Ba Tơ suối Nước Long đổ ra Sông Re .

## Chỉ dẫn
1. ↑  Có lỗi biên tập trong "Danh mục lưu vực sông liên tỉnh": Suối Nước Long không đổ ra Sông Trà Khúc.